# Episodi di Le avventure di Black Beauty (prima stagione)
La prima stagione della serie televisiva Le avventure di Black Beauty è stata trasmessa in anteprima nel Regno Unito dalla Independent Television tra il 17 settembre 1972 e il 31 marzo 1973.
| nº | Titolo originale           | Titolo italiano | Prima TV UK       | Prima TV Italia |
| -- | -------------------------- | --------------- | ----------------- | --------------- |
| 1  | The Fugitive               |                 | 17 settembre 1972 |                 |
| 2  | The Hostage                |                 | 30 settembre 1972 |                 |
| 3  | The Pit Pony               |                 | 7 ottobre 1972    |                 |
| 4  | The Horse Thieves          |                 | 14 ottobre 1972   |                 |
| 5  | Runaway                    |                 | 21 ottobre 1972   |                 |
| 6  | Warhorse                   |                 | 28 ottobre 1972   |                 |
| 7  | The Horsemen               |                 | 4 novembre 1972   |                 |
| 8  | The Duel                   |                 | 11 novembre 1972  |                 |
| 9  | The Viking Helmet (Part 1) |                 | 18 novembre 1972  |                 |
| 10 | The Viking Helmet (Part 2) |                 | 25 novembre 1972  |                 |
| 11 | Day of Reckoning           |                 | 2 dicembre 1972   |                 |
| 12 | Mantrap                    |                 | 9 dicembre 1972   |                 |
| 13 | Three Locks to Fortune     |                 | 16 dicembre 1972  |                 |
| 14 | Clown on Horseback         |                 | 23 dicembre 1972  |                 |
| 15 | The Recruiting Sergeant    |                 | 30 dicembre 1972  |                 |
| 16 | The Debt                   |                 | 20 gennaio 1973   |                 |
| 17 | The Horse Healer           |                 | 27 gennaio 1973   |                 |
| 18 | The Witch                  |                 | 3 febbraio 1973   |                 |
| 19 | The Ponies                 |                 | 10 febbraio 1973  |                 |
| 20 | The Ruffians               |                 | 17 febbraio 1973  |                 |
| 21 | Two of a Kind              |                 | 24 febbraio 1973  |                 |
| 22 | Foul Play                  |                 | 3 marzo 1973      |                 |
| 23 | Sailor on a Horse          |                 | 10 marzo 1973     |                 |
| 24 | Wild Justice               |                 | 17 marzo 1973     |                 |
| 25 | The Barge                  |                 | 24 marzo 1973     |                 |
| 26 | Father and Son             |                 | 31 marzo 1973     |                 |